# Saint-Sorlin-d'Arves
Saint-Sorlin-d'Arves là một xã thuộc tỉnh Savoie trong vùng Auvergne-Rhône-Alpes ở đông nam nước Pháp.